# Лимиђано (Перуђа)
Лимиђано је насеље у Италији у округу Перуђа, региону Умбрија.
Према процени из 2011. у насељу је живело 56 становника. Насеље се налази на надморској висини од 331 м.